# Складна черепаха жовточеревна
Склáдна черепаха жовточеревна (Pelusios castanoides) — вид черепах з роду Складні черепахи родини Пеломедузові черепахи. Має 2 підвиди.

## Опис
Загальна довжина карапаксу досягає 23 см. Голова велика й товста. П'ятикутний міжгорловий щиток відділяється поздовжніми паралельними швами від горлових щитків. Карапакс не має потиличного щитка. Морда трохи опуклий. на нижній щелепі є 2 невеликих вусики. Карапакс дещо піднято, має форму подовженого овалу, широкий близько 8 хребця. Пластрон великий, містить шарнір між грудними і черевними щитками. Задні лапи мають ребристість, на кінцівках по 5 кігтів.
Голова у обох підвидів чорного забарвлення. Пластрон блідо—жовтий або жовто—коричневий. У pelusios castanoides castanoides карапакс оливковий або чорний, міжгорловий щиток відділено від сусідніх горлових щитків діагональними швами. У pelusios castanoides intergularis карапакс темний з мармуровим візерунком з жовтих або коричневих плям.

## Спосіб життя
Полюбляє болота, а у посушливий сезон занурюється у бруд та впадає в сплячку. Активна вночі. Харчується комахами, молюсками, ракоподібними, рибою, земноводними, водними рослинами.
Самиця відкладає 20—25 яєць. Стать черепашенят визначається температурою у кладці. За температури 29—30 °C інкубаційний період триває 60—70 днів.

## Розповсюдження
Мешкає в Африці: від півдня Кенії, Малаві і Мозамбіку до Свазіленду, Південно-Африканської Республіки. Часто зустрічається на о.Мадагаскар, Сейшельських островах.

## Підвиди
- Pelusios castanoides castanoides
- Pelusios castanoides intergularis